# Quire
Quire era un probabile abitato medievale dell'isola d'Elba, forse anche di origine etrusca.

## Documenti
Quire non è, al momento, attestato da alcun documento medievale. Le poche notizie sulla sua ubicazione vengono fornite da storici del XVIII e XIX secolo, rispettivamente Giovanni Vincenzo Coresi Del Bruno, Agostino Cesaretti e Giuseppe Ninci.

Secondo Giovanni Vincenzo Coresi Del Bruno (Zibaldone di memorie, Biblioteca Marucelliana di Firenze, C, 29, 1729), 

Giuseppe Ninci, nel 1815, aggiunge che Quire si trovava 

## Ipotesi di localizzazione
Alla luce di passati ritrovamenti di denari della Repubblica di Pisa (XIII secolo), insieme all'esistenza di toponimi come Valle di San Quirico e Fonte di Quire, si è ipotizzato che Quire sorgesse su un'altura di 305 m (42°47′31.62″N 10°22′49.66″E) dove sono presenti resti murari, a breve distanza sia dal Castello del Volterraio sia dal sottostante abitato di Latrano.

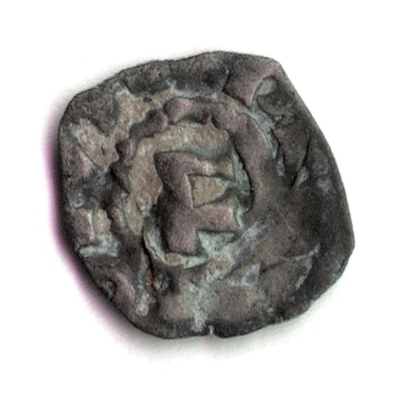
Denario pisano con la «F» di Federico II, rinvenuto nel sito del presunto Quire